# Sancho IV Odważny
Sancho IV Odważny, hiszp. Sancho el Bravo (ur. 1257/58, zm. 25 kwietnia 1295 w Toledo) – król Kastylii i Leónu w latach 1284-1295.
Był drugim synem króla Kastylii i Leonu Alfonsa X Mądrego i Jolanty, córki króla Aragonii Jakuba I Zdobywcy.
Po śmierci swojego starszego brata i następcy tronu Ferdynanda de la Cerda (1275), wykorzystując rosnącą niechęć społeczeństwa do kosztownej polityki zagranicznej swojego ojca oraz sprzeciw możnych dla prób centralizacji państwa, Sancho wystąpił o uznanie swojego prawa do tronu, co spotkało się z życzliwym przyjęciem przez Kortezy. Alfons X, stając w obliczu nacisków możnych i nowej inwazji Merynidów, uznał w 1278 Sancho za swojego następcę, mimo że po śmierci następcy tronu Ferdynanda prawo dziedziczenia korony przechodziło na jego synów (infantes de la Cerda), Alfonsa i Ferdynanda. W odpowiedzi na to królowa i Blanka (córka króla Francji – Ludwika IX Świętego i wdowa po Ferdynandzie), wraz z synami, schroniły się w Aragonii. Gdy w 1282 r. Sancho z poparciem Kortezów przywłaszczył sobie koronę Kastylii, Alfons X pozbawił go praw do tronu i wycofał się do Sewilli.
Po śmierci ojca Sancho zdołał jednak zachować koronę, chociaż opłacił to utratą kontroli nad królestwem, w zamian bowiem za udzielone poparcie arystokratyczne rody Haro i Lara uzyskały faktyczne rządy nad Kastylią. Na słabą pozycję króla wpłynęło także nieuznawanie przez papieża jego małżeństwa z Marią de Molina, zawartego w 1282, a co za tym idzie niepewna sytuacja prawna ich potomstwa.
W 1292 Sancho, w sojuszu z Aragonią i muzułmańską Grenadą, zdobył Tarifę. Po nieudanej próbie odbicia miasta Merynidzi zaprzestali interwencji w Hiszpanii i wycofali się ze zdobytych ziem (z wyjątkiem Algeciras i Rondy), przekazując je władcy Grenady.
Mając świadomość śmiertelnej choroby (gruźlicy), w 1295 Sancho ustanowił swoją żonę regentką dla małoletniego syna Ferdynanda, swojego następcy. Z małżeństwa z Marią de Molina, zawartego w 1285, miał siedmioro dzieci:
- Izabelę (1283-1328), żonę Jakuba II Aragońskiego, potem Jana III Bretońskiego
- Ferdynanda IV (1285-1312), swojego następcę
- Alfonsa (1286-1291)
- Henryka (1288-1299)
- Piotra (1290-1319)
- Filipa (1292-1327), męża swojej kuzynki Małgorzaty de la Cerda, córki Alfonsa de la Cerda
- Beatrycze (1293–1359), żonę Alfonsa IV Portugalskiego